# Центральноафриканские настоящие ящерицы
Центральноафриканские настоящие ящерицы, или адолфусы (лат. Adolfus), — род пресмыкающихся из семейства настоящих ящериц, обитающих в Африке.
Родовое название дано в честь немецкого исследователя Адольфа Фридриха Мекленбург-Шверинского.

## Описание
Общая длина представителей этого рода колеблется от 50 до 85 см. Голова покрыта сверху большими правильно расположенными щитками, которые лежат поверх сросшихся с черепом костяными пластинками — остеодермами. Шея хорошо заметна. Глаза имеют делящиеся веки, на нижнем расположено полупрозрачное окошко. Надбровные дуги хорошо развиты. Зубы конусообразные. Туловище стройное, удлинённое. Чешуя не блестящая, матовая, чешуйки не перекрывают друг друга. Конечности хорошо развитые, умеренно длинные, пятипалые. Хвост длинный, ломкий, сужающийся к концу.
Окраска коричневая сверху с различными оттенками. По бокам присутствуют полосы или многочисленные тёмные пятна, переходящие на брюхо и спину.

## Образ жизни
Живут в тропических лесах, а также в горной местности на высоте 1500—1800 м над уровнем моря. Всё время пребывают на земле, в лиственной подстилке. Активны днём. Питаются насекомыми.

## Размножение
Это яйцекладущие пресмыкающиеся.

## Распространение
Обитает в Экваториальной Африке (Уганда, Южный Судан, Республика Конго, Камерун, Демократическая Республика Конго, Кения, Руанда, Бурунди, Танзания, Замбия, ЦАР).

## Классификация
На ноябрь 2021 года в род включают 6 видов:
- Adolfus africanus (Boulenger, 1906)
- Algyroides alleni (Barbour, 1914) — Адольфус Аллена
- Adolfus jacksoni (Boulenger, 1899)
- Adolfus kibonotensis (Lönnberg, 1907)
- Adolfus masavaensis Wagner, Greenbaum & Branch, 2014
- Adolfus mathewsensis Greenbaum et al., 2018